# Quake (серия игр)
Quake — серия компьютерных игр в жанре шутера от первого лица, созданная компанией id Software. Игры данной серии ввели понятие «киберспорт» и популяризировали крупные игровые соревнования.

## Игровой процесс
Игры серии Quake принадлежат к жанру шутеров от первого лица. Почти все части серии имеют как однопользовательский, так и многопользовательский режимы. Игрок берёт под управление персонажа, который перемещается по трёхмерным уровням и может уничтожать различных противников. Уровни в различных играх серии выполнены в фэнтезийном или футуристическом стиле или в сочетании обоих. В ходе сюжетных и однопользовательских кампаний частей серии игрок должен проходить различные уровни и уничтожать различные виды противников, а также боссов. В многопользовательском режиме игрок самостоятельно или в составе команды должен противостоять другим игрокам или команде в различных режимах, таких как deathmatch, захват флага и так далее.
Во всех играх игроку доступен широкий арсенал вооружения, представленный различным вымышленным футуристическим оружием. Разное оружие использует разные типы патронов, наносит разный урон и имеет различную область поражения. Персонажи в играх серии имеют показатели здоровья и брони — по 100 единиц каждый. Оба показателя могут быть пополнены с помощью подбираемых на уровнях предметов. Персонаж без брони получает урон в полном объёме, в то время как с броней — сниженный. При снижении показателя здоровья до нуля персонаж умирает, что является единственным условием поражения в одиночной игре.

## Состав
| Название                    | Разработчик                   | Платформы и годы выхода | Прим. |
| --------------------------- | ----------------------------- | --- | ----- |
| Quake                       | id Software                   | Оригинальная версия - 1996 — MS-DOS, Windows, Linux - 1997 — Mac OS, Sega Saturn - 1998 — Nintendo 64 - AmigaOS Переиздание - 2021 — Windows, PlayStation 4, PlayStation 5, Xbox One, Xbox Series X/S, Nintendo Switch  |       |
| Quake II                    | id Software                   | - 1997 — Windows, - 1999 — Nintendo 64, Mac OS, PlayStation - 2005 — Xbox 360 - AmigaOS, Linux, Zeebo, Dreamcast Переиздание - 2023 — Windows, PlayStation 4, PlayStation 5, Xbox One, Xbox Series X/S, Nintendo Switch |       |
| Quake III Arena             | id Software                   | - 1999 — Windows, macOS, Linux - 2000 — Dreamcast - 2001 — PlayStation 2 - 2010 — Xbox 360 |       |
| Quake 4                     | Raven Software                | - 2005 — Windows, Linux, Xbox 360 - 2006 — macOS |       |
| Enemy Territory: Quake Wars | Splash Damage                 | - 2007 — Windows, Linux - 2008 — macOS, PlayStation 3, Xbox 360 |       |
| Quake Live                  | id Software                   | - 2010 — Windows |       |
| Quake Champions             | id Software Saber Interactive | - 2022 — Windows |       |

## История
Первая игра в серии вышла в 1996 году. В конце 1996 года было выпущено обновление QuakeWorld, которое улучшало сетевую составляющую игры. В 1997 году была выпущена игра Quake II. Quake II имеет 3 официальных дополнения: Mission Pack: The Reckoning, Mission Pack: Ground Zero и Netpack I: Extremities. В 1999 году была выпущена третья часть серии с подзаголовком Arena. В отличие от прошлых 2 частей, одиночный режим в Quake 3 не является полноценным и состоит из матчей с ботами. В 2000 году было выпущено дополнение Quake III: Team Arena.
В 2005 году была выпущена Quake 4, которую разработала компания Raven Software. Идейный наследник Wolfenstein: Enemy Territory, названный Enemy Territory: Quake Wars, вышел в 2007 году. Одной из главных особенностей является использование различных наземных и воздушных транспортных средств. Как и Wolfenstein: Enemy Territory, игра была разработана британской студией Splash Damage.
Quake Live, обновлённая версия Quake III была представлена в 2007 году и выпущена в 2010 году. До 2014 года игра распространялась по модели free-to-play с запуском через браузер. В 2014 году игра была размещена в сервисе Steam. В 2015 году игра перестала быть бесплатной и лишилась платной подписки, а также получила множество новых возможностей.
Последняя на данный момент игра в серии, получившая название Quake Champions, была представлена 12 июня 2016 года на выставке E3 2016. Главным нововведением стала система Чемпионов — играбельных персонажей с уникальными активными и пассивными способностями. Выход игры в раннем доступе состоялся 22 августа 2017 года. После полноценного выпуска игра будет распространяться по системе free-to-play с 1 стартовым играбельным персонажем Ranger, возможностью покупки других чемпионов за внутриигровую валюту, а также возможностью покупки «Набора Чемпионов», который навсегда разблокирует всех персонажей.

## Сюжет
В сюжетной кампании оригинальной игры игроку под контроль попадает безымянный солдат, на базу которого напал враг под кодовым именем Quake. Сюжет кампании Quake был продолжен 2 наборами дополнительных миссий: Scourge of Armagon и Dissolution of Eternity.
Quake II, несмотря на название, не является продолжением оригинальной Quake и её дополнений. Сюжет повествует о противостоянии людей и расы строггов. Игрок берет на себя роль солдата Биттермана. Сюжет одиночной кампании Quake 4 происходит через некоторое время после окончания сюжетной линии Quake II. Quake Wars не имеет полноценной сюжетной линии, однако её события происходят в одной игровой вселенной с Quake II и Quake 4 за 50 лет до событий сюжетной кампании Quake II.

## Отзывы и критика
| Игра                                 | GameRankings                           | Metacritic                  |
| ------------------------------------ | -------------------------------------- | --------------------------- |
| Quake                                | (PC) 93.22% (N64) 76.14% (SAT) 64.50%  | (PC) 94 (N64) 74            |
| Quake: Scourge of Armagon            | (PC) 82.00%                            | -                           |
| Quake: Dissolution of Eternity       | (PC) 83.50%                            | -                           |
| Quake II                             | (PC) 87.31% (N64) 81.27% (PS) 79.81%   | -                           |
| Quake II Mission Pack: The Reckoning | (PC) 69.50%                            | -                           |
| Quake II Mission Pack: Ground Zero   | (PC) 65.40%                            | -                           |
| Quake III Arena                      | (DC) 92.15% (PC) 83.77% (X360) 67.57%  | (DC) 93 (X360) 69           |
| Quake III: Team Arena                | (PC) 73.98%                            | (PC) 69                     |
| Quake III Revolution                 | (PS2) 83.62%                           | (PS2) 84                    |
| Quake 4                              | (PC) 81.66% (X360) 75.52%              | (PC) 81 (X360) 75           |
| Enemy Territory: Quake Wars          | (PC) 84.26% (X360) 68.96% (PS3) 64.77% | (PC) 84 (X360) 69 (PS3) 60¨ |